# حاكم ولاية كاليفورنيا
حاكم كاليفورنيا هو رئيس حكومة ولاية كاليفورنيا الأمريكية. وهو القائد الأعلى للحرس الوطني الأمريكي  في كاليفورنيا وحرس ولاية كاليفورنيا. تشمل مسؤوليات الحاكم أيضًا تقديم الميزانية، وضمان إنفاذ قوانين الولاية، وإلقاء خطاب حالة الولاية السنوي أمام هيئة كاليفورنيا التشريعية. أُنشئ هذا المنصب عام 1849 م ، أي قبل عام من إعلان كاليفورنيا ولاية.
تقتصر مدة ولاية الحاكم على فترتين، سواءً كانتا متتاليتين أم لا. الحاكم الحالي لولاية كاليفورنيا هو عضو الحزب الديمقراطي غافن نيوسوم، الذي تولى منصبه في 7 يناير 2019 . كان جيري براون أطول حاكم خدمةً في تاريخ كاليفورنيا، حيث شغل المنصب من عام 1975 حتى عام 1983، ثم من عام 2011 حتى عام 2019.

## انتخابات حكام الولاية
يجب أن يكون المرشح لمنصب الحاكم مواطن أمريكي وناخب مسجل داخل الولاية، ويجب ألا يكون قد أدين بجناية تتعلق بالرشوة أو الاختلاس أو الابتزاز ، ويجب ألا يكون قد قضى فترتين منذ 6 نوفمبر 1990.